# 이제 너만은 놓치지 않을 거야
〈이제 너만은 놓치지 않을 거야〉(일본어: もう君だけを離したりはしない 모키미다케오하나시타리와시나이[*])는 카미키 아야의 세 번째 싱글이다.

## 수록곡
1. 이제 너만은 놓치지 않을 거야(もう君だけを離したりはしない)
  - 작사: 카미키 아야, 작곡: 카와모토 무네타카, 편곡: 하야마 타케시
2. 상처 투성이라도 안아줘(傷だらけでも抱きしめて)
  - 작사: 카미키 아야, 작곡: 후지모토 타카노리, 편곡: 하야마 타케시
3. 이제 너만은 놓치지 않을 거야 (Instrumental)

## 타이업
- 요미우리 TV 닛폰 TV계 전국 네트워크 애니메이션 《명탐정 코난》 닫는 곡 (#1)

| TV 애니메이션 《명탐정 코난》 닫는 곡 2006년 5월 15일 (438화) ~ 2006년 11월 27일 (458화) |                                              |                                  |
| 이전 곡: ZARD 〈슬퍼하는 만큼 그대가 좋아요〉                                            | 카미키 아야 〈이제 너만은 놓치지 않을 거야〉 | 다음 곡: 쿠라키 마이 〈하얀 눈〉 |